# Euronymous
Euronymous, egentligen Øystein Aarseth, född 22 mars 1968 i Surnadal, död 10 augusti 1993 i Oslo, var gitarrist i black metal-bandet Mayhem. Han var med från starten 1984 fram till sin död 1993, och mellan 1984 och 1986 var han även bandets sångare.

## Biografi
Euronymous, som hade tagit sitt artistnamn efter den ockulta demonen Eurynomos, var en förgrundsfigur inom den norska black metal-rörelsen. Han grundade skivbutiken Helvete och skivbolaget Deathlike Silence Productions i Oslo.
Euronymous var uttalad djävulsdyrkare och framhöll sitt hat mot mänskligheten, jämte en dyrkan av det onda och döden.
År 1991 bodde Euronymous tillsammans med Dead (Per Yngve Ohlin) och Hellhammer (Jan Axel Blomberg) i ett hus i närheten av Kråkstad. Den 8 april när Per Ohlin var ensam i stugan begick han självmord genom att skjuta sig. Självmordsbrevet innehöll bland annat: "Excuse the blood". Euronymous, som påträffade den döde Ohlin, fotograferade kroppen och ett av dessa fotografier utgör omslaget till bootlegskivan Dawn of the Black Hearts med Mayhem.
År 1993 mördades Euronymous av Varg Vikernes, som då gick under namnet Count Grishnackh. Vikernes påstår att han handlade i självförsvar, när han högg ihjäl Euronymous med 23 knivhugg, men dömdes till 21 års fängelse för mordet, vilket senare ändrades till 14 år. Euronymous har idag kultstatus[källa behövs] inom scenen på grund av alla olika historier och rykten som fortfarande florerar om honom.
Han är begravd på Ski kyrkogård.

## Eftermäle
Huvudpersonen i Jonas Åkerlunds spelfilm Lords of Chaos (2018) utgörs av Euronymous, som i filmen spelas av Rory Culkin.

## Diskografi
| Band           | Album                              | Inspelat   | Utgivet          | Anmärkningar                                                           |
| -------------- | ---------------------------------- | ---------- | ---------------- | ---------------------------------------------------------------------- |
| Mayhem         | Pure Fucking Armageddon (demo)     | 1986       | 1986             |                                                                        |
| Checker Patrol | Metalion in the Park (demo)        | 1986       | 1986             |                                                                        |
| Mayhem         | Deathrehearsal (demo)              | 1987       | 1987             |                                                                        |
| Mayhem         | Deathcrush (demo)                  | 1987       | februari 1987    |                                                                        |
| Mayhem         | Deathcrush (EP)                    | 1987       | augusti 1987     |                                                                        |
| Mayhem         | Studio Tracks (demo)               | 1990       | 1990             |                                                                        |
| Mayhem         | Live in Leipzig (livealbum)        | 1990       | 1993             |                                                                        |
| Burzum         | Burzum                             | 1992       | 1992             | gitarrsolo på "War" och gong på "Dungeons of Darkness" (ej krediterad) |
| Burzum         | Det som engang var                 | 1992       | 1993             | gong på "Den onde kysten" (ej krediterad)                              |
| Mayhem         | Dawn of the Black Hearts           | 1990       | 17 februari 1995 |                                                                        |
| Mayhem         | "Freezing Moon"/"Carnage" (singel) | april 1990 | 1996             | postumt                                                                |
| Mayhem         | Out from the Dark (samlingsalbum)  | 1991       | 1996             | postumt                                                                |
| Mayhem         | De Mysteriis Dom Sathanas          | 1992–1993  | 24 maj 1994      | postumt                                                                |